# Come from the Shadows
Come from the Shadows es el decimocuarto álbum de estudio de la cantante estadounidense Joan Báez, publicado por la compañía discográfica A&M Records en mayo de 1972. Después de grabar para el sello independiente Vanguard Records durante más de una década, Báez firmó con A&M en un intento por dirigir su carrera en un sentido más comercial, si bien manteniendo su activismo político. Además de composiciones propias como "Prison Trilogy", "Love Song to a Stranger", "Myths" y "To Bobby" (dedicada a Bob Dylan), Báez también incluyó versones como "Imagine" de John Lennon, "Song of the Partisan" de Anna Marly, y "In the Quiet Morning (for Janis Joplin)" de Mimi Fariña. La fotografía de la portada muestra a una pareja de ancianos siendo arrestados en una protesta antibelicista, unidos por la mano y mostrando el signo de la paz mientras son llevados por un policía.

## Lista de canciones
1. "Prison Trilogy (Billy Rose)" (Joan Báez) - 4:23
2. "Rainbow Road" (Donnie Fritts, Dan Penn) - 3:03
3. "Love Song to a Stranger" (Joan Báez) - 3:55
4. "Myths" (Joan Báez) - 3:19
5. "In the Quiet Morning" (Mimi Fariña) - 2:58
6. "All the Weary Mothers of the Earth (People's Union #1)" (Joan Báez) - 3:34
7. "To Bobby" (Joan Báez) - 3:53
8. "Song of Bangladesh" (Joan Báez) - 4:49
9. "A Stranger in My Place" (Kenny Rogers, Kin Vassy) - 3:07
10. "Tumbleweed" (Douglas Van Arsdale) - 3:32
11. "The Partisan" (Anna Marly, Hy Zaret) - 3:17
12. "Imagine" (John Lennon) - 3:27

## Personal
- Joan Báez: voz y guitarra
- Stuart Basore: steel guitar
- David Briggs: teclados
- Kenneth Buttrey: batería
- Grady Martin: guitarra
- Charlie McCoy: guitarra y arpa
- Farrell Morris: percusión
- Weldon Myrick: steel guitar
- Norbert Putnam: bajo
- Glen Spreen: teclados
- Pete Wade: guitarra
- John "Bucky" Wilkin: guitarra